# Île Great Sitkin
L'île Great Sitkin, en anglais Great Sitkin Island, est une petite île des États-Unis située dans le nord des îles Andreanof, entre les îles Adak et Atka, au sud-ouest des îles Aléoutiennes.
L'île, qui est inhabitée, a une superficie de 245 km2, 19 kilomètres de longueur et près de 13 kilomètres de largeur. La partie nord de l'île est dominée par les 1 740 mètres du Great Sitkin, un stratovolcan actif, en éruption depuis le 16 août 2021.

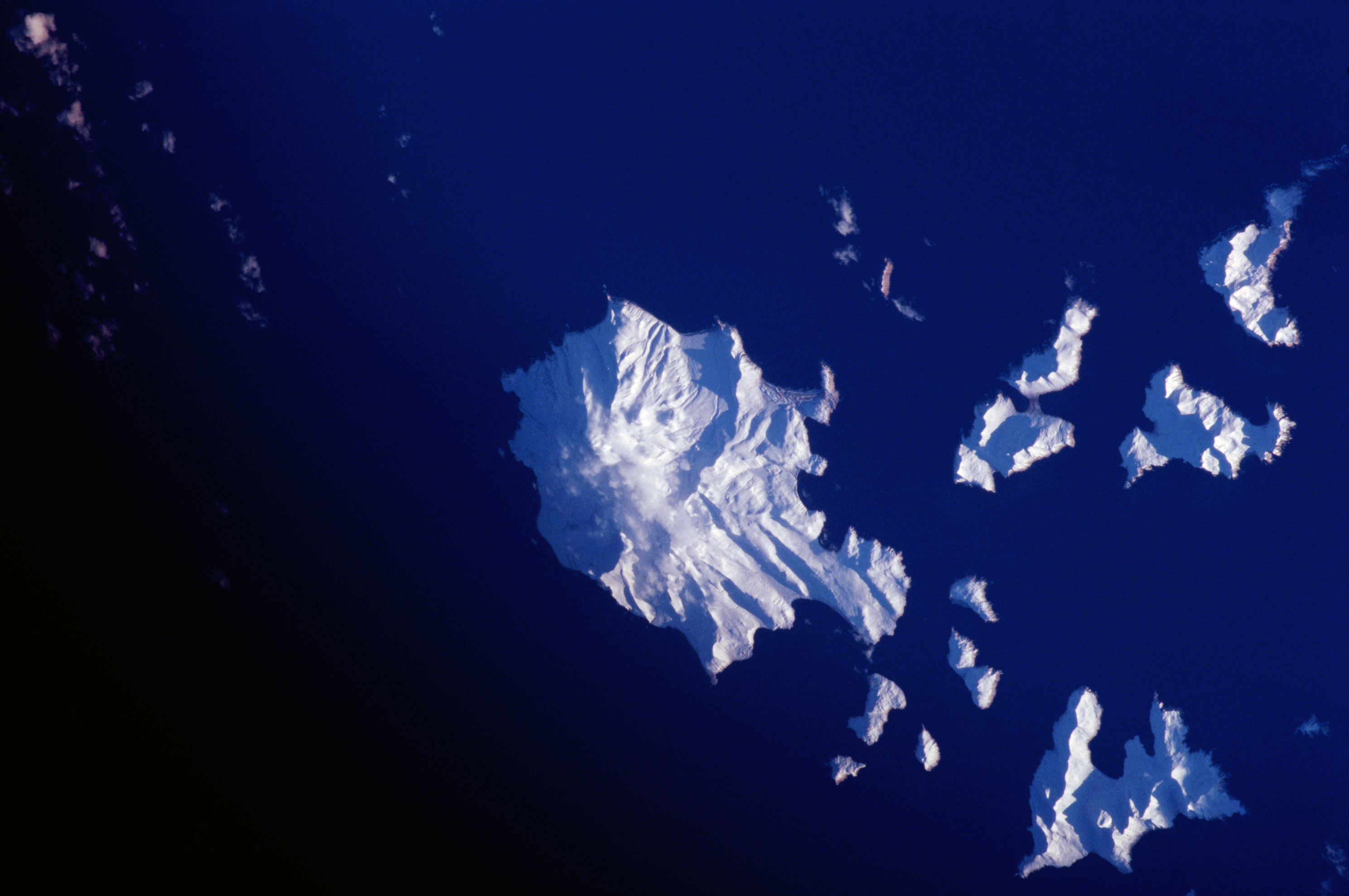
Image satellite de l'île Great Sitkin accompagnée de quelques autres îles des îles Andreanof en hiver.

## Référence
- (en) Cet article est partiellement ou en totalité issu de l’article de Wikipédia en anglais intitulé « Great Sitkin Island » (voir la liste des auteurs).

1. 1 2  (en) Great Sitkin Observatoire volcanologique d'Alaska